# Älvros
Älvros ist ein Ort (småort) in der historischen Provinz (landskap) Härjedalen und der Provinz Jämtlands län (Schweden). Älvros gehört zur Gemeinde Härjedalen.
Die Europastraße 45 und der Riksväg 84 führen ebenso wie Inlandsbahn durch den Ort, der zwischen Sveg und Svenstavik am linken Ufer des Flusses Ljusnan liegt.